# Mechanisches Fernsehen

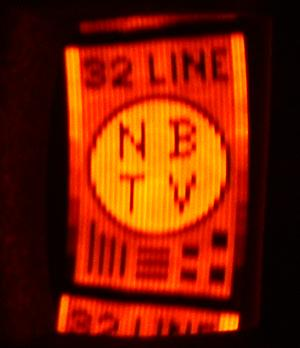
Testbild der NBTVA, aufgenommen durch Klaas Robers von einem von ihm gebauten Fernseher mit Nipkow-Scheibe

Mechanisches Fernsehen ist eine zusammenfassende Bezeichnung, ein Gattungsbegriff für das erste bestehende Fernsehverfahren. Es umfasste die technischen Prozesse der Funktion von Studio- und Sendeanlagen bis hin zu den Empfängern. Das spätere System, welches dieses erste Fernsehen der 1920er bis 1940er Jahre ablöste, war das voll-elektronische Fernsehen, das bis in die Gegenwart besteht.
Der Begriff mechanisches Fernsehen ist bisher nicht aktualisiert worden, obwohl es ein Fernsehverfahren ist, das mit
- mechanischen,
- optischen,
- elektrischen und
- elektronischen

Bauelementen arbeitet. Im Bereich des Amateurfernsehens wird teilweise das Prinzip dieses ursprünglichen Fernsehens heute noch angewendet.

## Geschichte

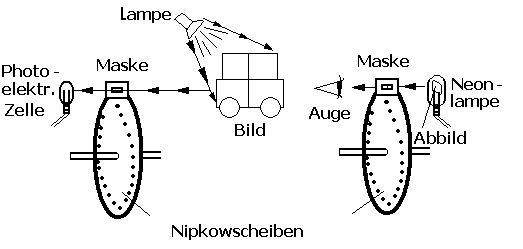
Aufnahme- und Wiedergabe-Prinzip nach J. L. Baird

Um ein Bild vom Studio bis zur heimischen „Mattscheibe“ zu übertragen, sind zahlreiche Schritte notwendig. Das mechanische Fernsehen umfasst die ersten Versuche der Bildübertragung. Die Grundlage dafür legten die Pioniere der Bildtelegrafie (historisch: Kopiertelegraphie) mit ihren Arbeiten, um unbewegliche Bilder zu übertragen. So entwickelte bereits in der ersten Hälfte des 19. Jahrhunderts u. a. Frederick Collier Bakewell eine rotierende Trommel, ummantelt mit einer Folie aus Metall und einem elektrischen Kontakt, der ein darauf angebrachtes Bild spiralförmig abtastet. Die Weiterentwicklung dieses Trommel-Prinzips für bewegte Bilder war ein wichtiger Weg des mechanischen Fernsehens, das zu diesem Zeitpunkt „electrisches Fernsehen“ hieß.

### Von Pendeln, Trommeln und Scheiben

Zeichnung einer optischen 30-Loch-Bildzerlegungs-Scheibe in Spiralform

Die erste brauchbare Realisierung des wichtigen Schrittes des Prozesses Fernsehen, der Bildzerlegung, erfand 1883 Paul Nipkow. Zuvor stellte er sich drei Aufgaben:
1. das mit nicht leitender Tinte gezeichnete Bild ersetzen wollen durch ein Lichtbild, wie es direkt von einem Gegenstande mittels einer Linse oder eines Hohlspiegels auf seinem Schirme entworfen wird;
2. man könnte ein mit nicht leitender Tinte gezeichnetes Bild in der Weise übermitteln wollen, dass der Empfangsapparat eine Kopie des Originales in Form eines Lichtbildes auf einen Schirm projiziert;
3. oder man könnte endlich die beiden genannten Verbesserungen an demselben Apparat anbringen wollen.

Die Ausgangslage beschreibt er so: „Apparate, die etwas derartiges leisteten, hatte man bereits in den Kopirtelegraphen; man konnte in der That mit Hülfe derselben ein unter gewissen Umständen gezeichnetes Bild in die Ferne übertragen.“ Auf dem Weg zu seiner eigenen Erfindung waren für ihn das auch auf einer Drehscheibe basierende (und später mehrfach weiterentwickelte) Telectroscope von 1877 sowie Constantin Selencq’s d’Ardres und Shelford Bidwell’s 1881er „Tele-Photography“ mit einem Zylinder als drehendes Bauteil die wichtigsten Erfindungen.
Nipkows nach ihm benannte rotierende Scheibe ist das Herzstück seines „Elektrischen Teleskopes“. Allerdings ist dies schon strenggenommen kein mechanisches Bauteil mehr, sondern ein optisches. An ein wirkliches „Fern-Sehen“ war damit aber noch nicht zu denken, denn die sich drehende bildzerlegende Scheibe des Senders und die bildzusammensetzende Scheibe des Empfängers liegen noch auf ein und derselben Achse. Eine Synchronisierung beider Scheiben war zwar mit dieser Apparatur auf Entfernung noch nicht möglich, doch das Revolutionäre daran war, dass ein Bild, mit Hilfe der Technik in elektrischen Strom umgewandelt, durch einen Draht „floss“ um wieder als Bild zu erscheinen. Unter dem Namen „Elektrisches Teleskop“, meldete Paul Nipkow 1884 sein Patent beim Kaiserlichen Patentamt an, das dann am 15. Januar 1885 erteilt wurde. Aus Geldmangel jedoch verfiel das Patent schon ein Jahr später und konnte deshalb zahlreichen Fernsehpionieren als Grundlage für eigene Entwicklungen dienen.

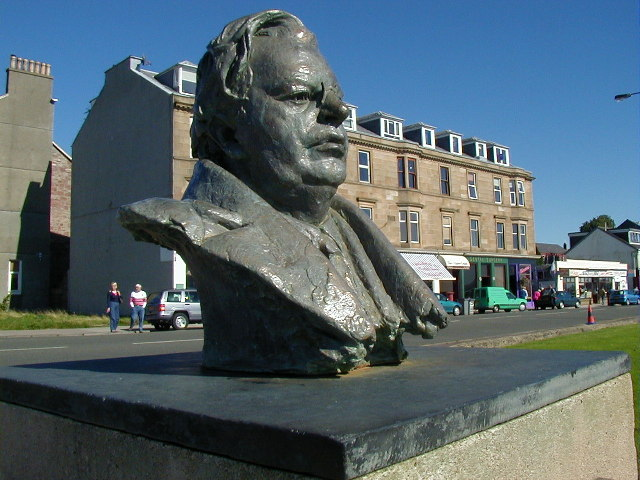
Büste in L. Baird’s Heimatstadt Helensburgh

### Pioniere

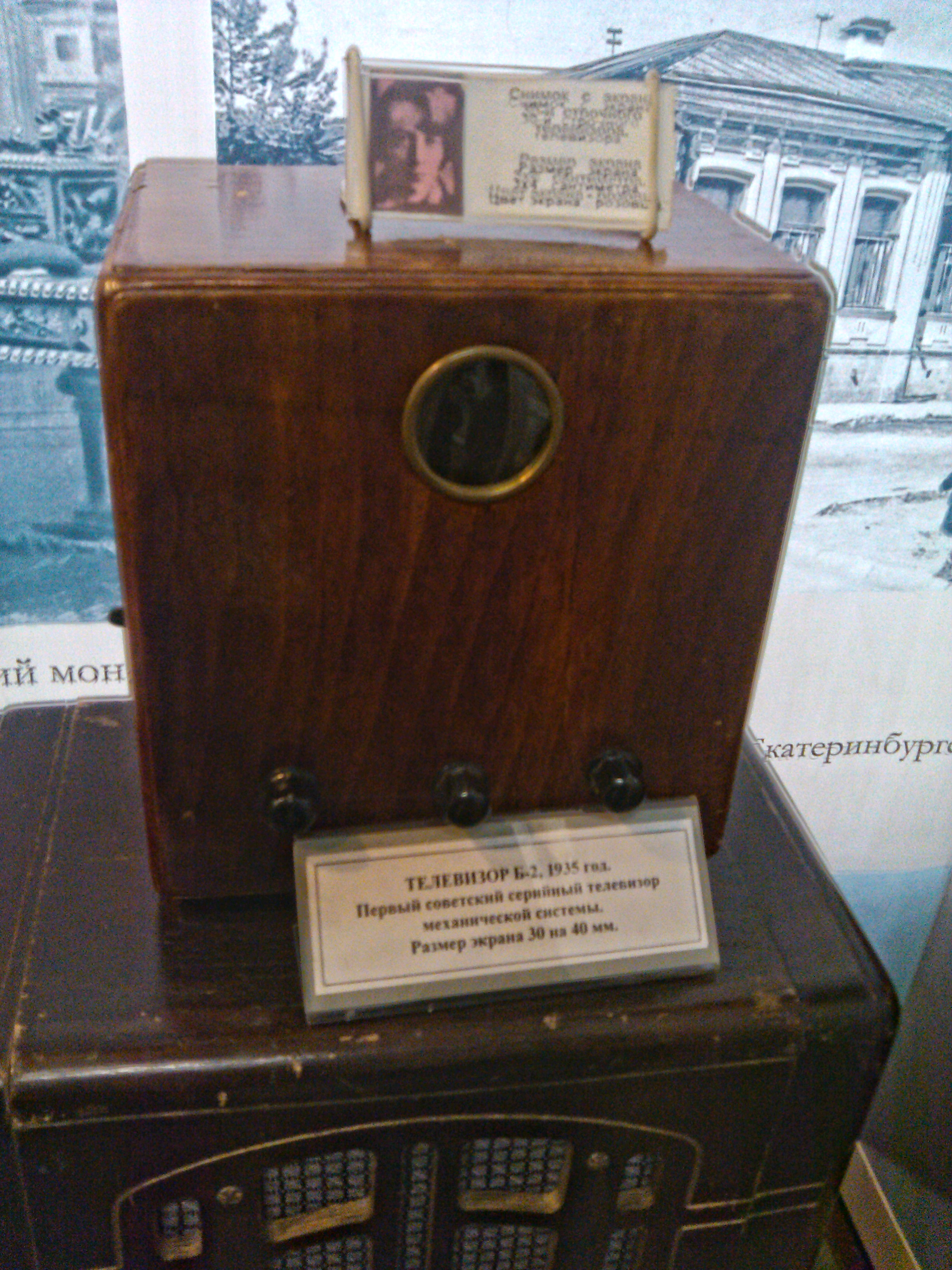
Der sowjetische mechanische Fernsehapparat B-2 (Б-2) aus dem Leningrader N. G. Kosinzkowo-Werk. Hinter dem runden Glas befand sich das Fernsehbild.

Die Entwicklung des „electrischen Fernsehens“ beruht auf den Experimenten mehrerer Technikpioniere. Insbesondere ist die Arbeit Dénes von Mihálys und John Logie Bairds hervorzuheben. Der schottische Erfinder J. L. Baird setzte auf eine Bildzerlegungscheibe, während der ungarische Ingenieur D. von Mihály anfänglich ein vollkommen anderes Verfahren ohne Nipkow-Scheibe entwickelte, bei dem ein Spiegel zwischen einem Hufeisenmagneten schnell oszillierte. In einem verbesserten Verfahren wurde ein Spiegel auf Drahtsaiten befestigt, welche nach Stromdurchleitung in eine schnelle Schwingung versetzt wurden. Nach nur geringen Erfolgen verwendete auch Dénes von Mihály Nipkow-Scheiben; die ersten kommerziellen wurden um 1929 in Zusammenarbeit mit John Logie Baird gebaut. Ein wieder anderes Verfahren entwickelte August Karolus bei Telefunken, wo mit schnell rotierenden Spiegeln gearbeitet wurde. Durch Karolus wurden auch beide Systeme miteinander kombiniert; sprich das Spiegelrad für die horizontale Abtastung und der oszillierende Spiegel für die vertikale Abtastung.
John Logie Baird gebührt das Verdienst, den ersten voll funktionierenden Fernseher (mit passender Kamera), basierend auf einer Nipkow-Scheibe, im Jahre 1926 vorgestellt zu haben. Bairds „Television Development Company“ gelang außerdem die erste transatlantische Übertragung eines Fernsehbildes von London nach Hartsdale (N.Y.) 1928.
Weitere Pioniere des mechanischen Fernsehens waren für Frankreich René Barthélemy und für die USA Charles Francis Jenkins.

## Etablierung als Medium

### Sendeanlagen
Sender nach dem Prinzip des mechanischen Fernsehens gab es hauptsächlich in Europa, Amerika und Australien. Versuchsprogramme wurden von 1927 an ausgestrahlt. Nach den ersten Übertragungen folgten 1929 regelmäßige Sendungen in mehreren US-amerikanischen Städten, im britischen London und im australischen Melbourne sowie 1931 in Moskau in der Sowjetunion. Ab 1932 gab es Ausstrahlungen unter anderem in Paris, Brüssel, Rom und an vier deutschen Standorten, Berlin-Witzleben, Döberitz und Königs Wusterhausen bei und in Berlin.

### Empfänger

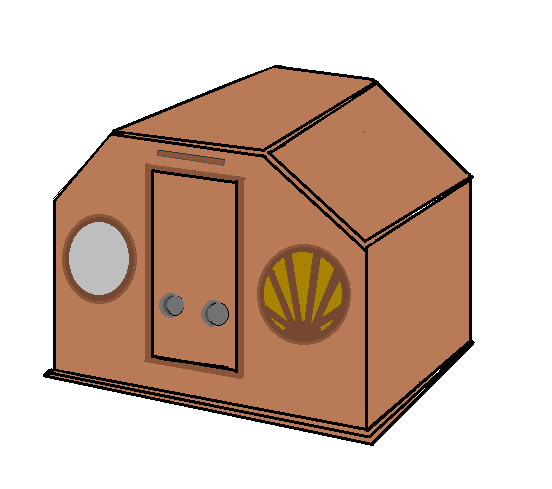
Zeichnung eines Model B Televisor von Logie Baird

Bei der Kommerzialisierung des mechanischen Fernsehens setzte sich für die Bildzerlegung und für die Empfangsgeräte die Nipkow-Scheibe durch, welche auf der Senderseite bis in die frühen 1940er Jahre zur Bildzerlegung von Filmen Verwendung fand.
Auf Empfängerseite wurden bis ca. 1935 Fernseher mit Nipkow-Scheibe verkauft. Logie Baird vertrieb ab 1928 seinen Model B Televisor. Da die Signale über die Frequenz- bzw. Wellenbereiche der Lang-, Mittel- oder Kurzwelle übertragen wurden, waren beachtliche Reichweiten möglich, die das vollelektronische Fernsehen bis heute nicht erreichen konnte.
Die Ausstattung der Empfänger war unterschiedlich. Es gab sowohl Gesamtempfänger wie auch Zusatzempfänger. Letztere waren beispielsweise die sowjetischen B-2-Geräte, die lediglich das Bild wiedergaben und an ein Kurz- oder Mittelwellenradio angeschlossen werden mussten, um über dieses das Bild vom Sender empfangen zu können. Der Empfang des Tones konnte mit einem zweiten Radio bewerkstelligt werden. Die Empfangsgeräte waren durch ihren schlichten Aufbau von Amateuren durchaus selbst herzustellen. Daher erfreuten sich bei Bastlern die Geräte großer Beliebtheit. Es wurden Bausätze und Bauanleitungen verkauft, praktisch ausschließlich auch nur mit Nipkow-Scheiben. Besonders erfolgreich waren diese Eigenbaugeräte neben Großbritannien auch in den USA, wo allerdings nach einem kurzen Boom aufgrund der zahlreichen verschiedenen Normen und der weiteren Entwicklung zu hochauflösendem Fernsehen das mechanische Fernsehen bis 1933 schnell wieder an Bedeutung verloren hatte.
Der Fernsehdienst der BBC sendete in London mit 30 Zeilen bis 1935. Ebenso in den Niederlanden, hier sogar in der britischen Norm bis September 1939. Praktisch alle Empfänger in beiden Ländern funktionierten mit dem mechanischen Verfahren. Alle verkaufsfähigen Empfangsgeräte erster Generation mit Nipkowscheiben, in Großbritannien, Frankreich, den Niederlanden, der UdSSR wie den USA hatten diese gleiche Bildzeilenzahl eines erzeugten Fernsehbildes von 30 Zeilen. Auch in Deutschland waren bis zur Einführung der späteren Norm mit 180 Zeilen (verwendet bis 1938) viele mechanische Empfänger im Einsatz, allerdings war das Fernsehen in Deutschland für den Privatmenschen kaum verbreitet. Zwar gab es auf der Senderseite in den 1940er Jahren verfeinernde Weiterentwicklungen der mechanischen Bildzerlegung, bei der auch wieder Spiegel-Trommelsysteme zum Einsatz kamen, womit bildverbessernde Zeilenzahlen über 400 möglich wurden. Doch zu einer äquivalenten empfängerseitigen Weiterentwicklung kam es in den 1940er Jahren nicht mehr.

### Televisor
Logie Baird vermarktete seine Fernseher unter dem Kunstwort „Televisor“, welches bis in die 1950er Jahre im Vereinigten Königreich ein gängiger Ausdruck für einen Fernsehempfänger selbst war. Dieses Wort fand auch Eingang in andere Sprachen, beispielsweise im Russischen ist wie im Spanischen Televisor ein Wort für Fernseher. Unterschieden wird hierbei nicht zwischen mechanischer oder elektronischer Bildzerlegung.

### Bildseitenverhältnis
Während auch beim niedrigauflösenden Fernsehen mit mechanischen Bildzerlegern überwiegend ein Bildseitenverhältnis von 1:1 oder 4:3 (auch beim vollelektronischen Fernsehen hielt man weltweit über 60 Jahre am Format 4:3 (12:9) fest, durch alle Qualitätsstufen und spätere Farbfernseh-Systeme, bis ab Mitte der 1990er-Jahre das Verhältnis 16:9 eingeführt wurde) und horizontalen Zeilen eingesetzt wurden, verwendete Baird eine vertikale Abtastung mit Bildern in Portraitformaten 2:3 und 3:7, also hochkante Bilder im „Portraitformat“. Seine Überlegung war, dass das Fernsehen ohnehin nicht die notwendige Leistung zur Übertragung von Filmen und Landschaftsaufnahmen bietet, aber bestens zur Übertragung von Nahaufnahmen, also in der Regel Menschen, geeignet sei. Die Tatsache, dass die Norm Bairds sich länger behaupten konnte als andere niedrigauflösende Systeme und auch heute noch in abgewandelter Form beim Narrow Bandwidth Television weit verbreitet ist, spricht für die Richtigkeit dieser Überlegung.

### Sendertabelle
| Gebiet                         | Sende- beginn | Frequenz                | Sende- schluss | Notiz/Betreiber/Gründer                      |
| ------------------------------ | ------------- | ----------------------- | -------------- | -------------------------------------------- |
| USA, über 25 Städte            | 1929          | Verschiedene            | 1939           |                                              |
| London I                       | 1929          | MW 752 kHz              | 1932           | Longacre                                     |
| Melbourne                      | 1929          | ?                       | ?              |                                              |
| Moskau                         | 1931          | LW 271 kHz, MW 1304 kHz | 1941           | WZSPS                                        |
| Brüssel                        | 1932          | MW 589 kHz und 1172 kHz | ?              |                                              |
| Paris                          | 1932          | MW 671 kHz              | ?              | „Postes, Télégraphes et Téléphones“ (P.T.T.) |
| Südwestl. von Paris, Montrouge | 1932          | MW 1,5 MHz              | ?              |                                              |
| Königs Wusterhausen            | 1932          | LW 183,5 kHz            | ?              |                                              |
| Berlin-Witzleben               | 1932          | MW 716 kHz              | ?              |                                              |
| Döberitz                       | 1932          | MW 2,1 MHz              | ?              |                                              |
| Berlin                         | 1932          | KW 44,476 MHz           | ?              | Reichspost                                   |
| London II                      | 1932          | MW 1147 kHz             | 1935           | Brookmans Park                               |
| Rom                            | 1932          | KW 3,75 MHz             | ?              |                                              |
| Niederlande                    | 1932          | ?                       | 1939           |                                              |

## Begriffe
Der Begriff „Mechanisches Fernsehen“ ist zwar international in vielen Ländern üblich und hat sich etabliert, obwohl kaum mechanische Verfahren zur Anwendung kommen. Als einziges mechanisches Element erscheint nur die sichtbar rotierende Nipkow-Scheibe. Ob sich der Begriff aufgrund der optischen Wahrnehmung entwickelt hat, dass dieses sich drehende wesentliche Funktionselement als ein mechanisches Bauteil bewertet wurde, ist nicht belegbar. Nipkow selbst bezeichnete seinen Apparat in der Patentschrift als ein „Elektrisches Teleskop“.

### Elektrische und elektronische Teile
Die Nipkowsche Vorrichtung besteht größtenteils aus elektrisch betriebenen Bauteilen, von denen mindestens eines – die Selenzelle – bereits ein frühes elektronisches Bauelement darstellt. Des Weiteren erfolgt die Übertragung vom Sender zum Empfänger über ein Kabel, elektrisch. Selbst die Geschwindigkeit des Motors, der die Nipkowscheibe antreibt, muss mit einer elektronischen Schaltung, zumeist mit einer Elektronenröhre synchronisiert werden.

### Optische Teile
Auf der Empfänger-Seite wird bei der Nipkowschen Ausführung ein polarisierter Lichtstrahl von dem Magnetfeld einer Spule in Abhängigkeit von dem Signal der Sender-Selenzelle soweit gedreht und durch nachfolgende Linsen gefiltert, dass für das Auge der gleiche Helligkeits-Eindruck hervorgerufen wird, wie er auf der Sender-Seite besteht.
Dieser polarisierte Lichtstrahl wurde mit Hilfe eines speziellen optischen Glases, dem sogenannten „Nicolschem Prisma“, erzeugt. Alternativ wurde zur Sichtbarmachung der Helligkeitsschwankungen auch eine mit Schwefelkohlenstoff oder Neon gefüllte Röhre (eine „Glimmlampe“) verwendet. Eine Bildröhre war somit nicht erforderlich. Mit der Einführung dieser und anderer optischer Fernsehverfahren auch teilweise bereits mit ersten optoelektronischen Bauelementen, war schon 1929 der Begriff als mechanisches Fernsehen nicht mehr ausreichend.

### Begriffszuordnung
Damit wird sichtbar, dass der Begriff des „mechanischen Fernsehens“ zu kurz gefasst ist. Allenfalls korrekt wäre noch die Begriffsbildung „mechanische Bildzerlegung“. Der international übliche Begriff mechanisches Fernsehen ist also eher als eine historische abgrenzende Bezeichnung für alle anderen Verfahren des Fernsehens und seiner Technik
- vom Aufnehmen bzw. Abtasten,
- Ton- und Bildzerlegen,
- Übertragen,
- Senden und Empfangen
- bis zur Aufbereitung für das Endgerät,

die nicht auf Techniken vom vollelektronischen Fernsehen basieren.
Der Begriff ist so – letztlich – nur als Gattungsbegriff zur Abgrenzung zu verstehen. Da der Begriff aber nicht eindeutig ist und bisher nicht aktualisiert wurde, ist als Konsequenz eine einwandfreie Zuordnung von seither entwickelten Technologien jedoch oft problematisch.

### Echtes mechanisches Fernsehen
Grundsätzlich ist durchaus ein vollmechanisches Fernsehen denkbar. Die Zerlegung würde auf beschriebene Weise mittels Nipkowscheibe oder Spiegelsystem erfolgen, die Übertragung des Bildpunktes würde dabei aber nicht elektrisch, sondern mittels Glasfaserkabel erfolgen. Hierzu wäre kein einziges elektrisches Bauteil notwendig, für den Antrieb würden z. B. Federwerke oder Dampfmaschinen eingesetzt werden, als Lichtquelle dient Tageslicht, Kerzen- oder Gaslicht. Mehrere Mitglieder der Narrow Bandwidth Television Association arbeiten derzeit auch an einem solchen Projekt, welches beweisen soll, dass zumindest grundsätzlich schon im 19. Jahrhundert Fernsehen möglich gewesen wäre.

## Gegenwart

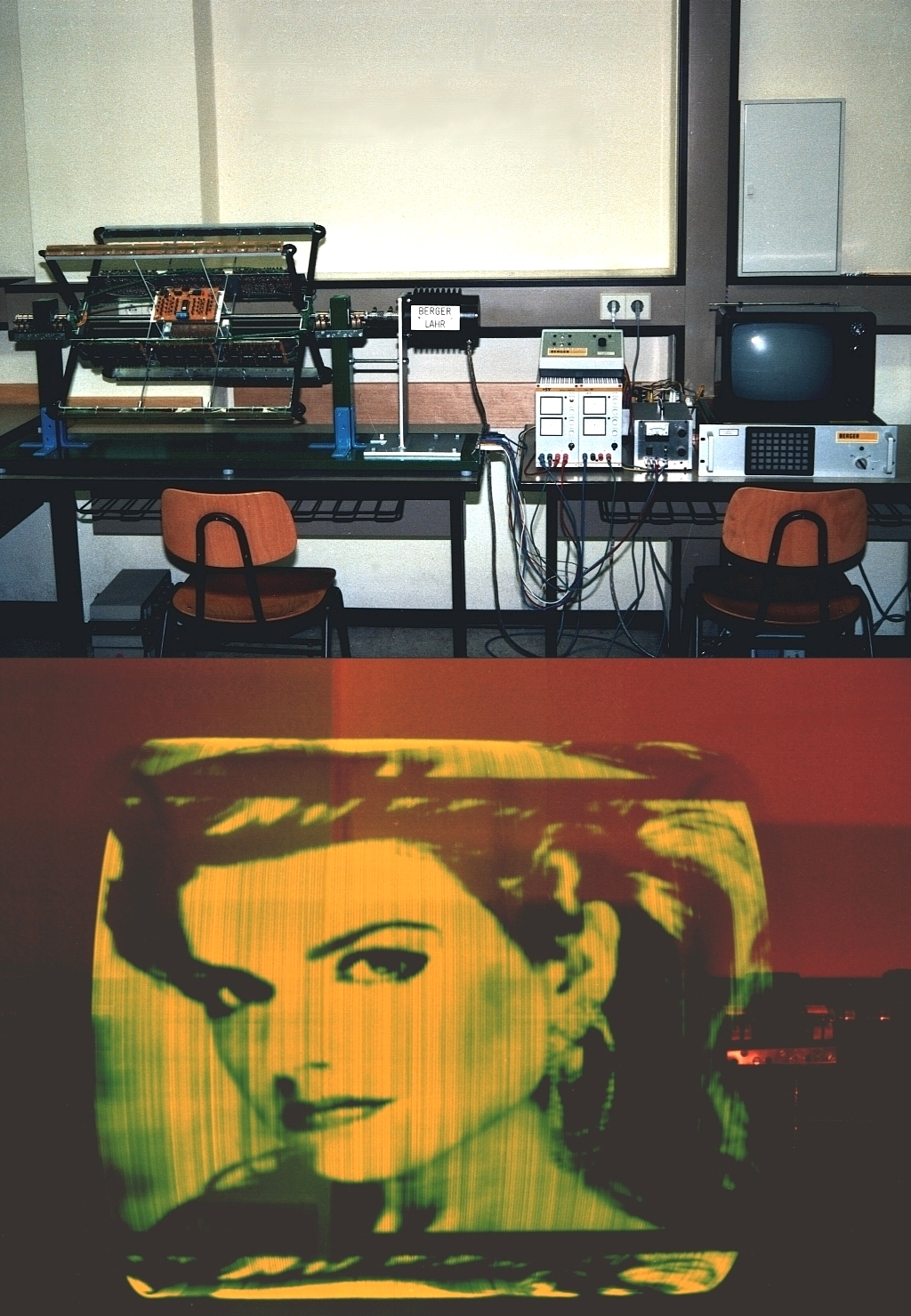
Bilderzeugung mit Leuchtdiodenleisten: Das verbesserte Modell der Fernsehbildmaschine von 1989 arbeitet mit vier Leisten.

### Verfahren mit Bauteilen des Mechanischen Fernsehens
Auch heute ist das mechanische Fernsehen nicht bedeutungslos. Die Nipkow-Scheibe und Spiegelsysteme finden heute wieder Verwendung beim Bau von Konfokalmikroskopen oder Videoprojektoren. Eine besondere Anwendung des mechanischen Fernsehens gab es auf der amerikanischen Weltraumsonde Pioneer 11: Da die Sonde sich um die eigene Achse dreht, wurde an der Außenseite eine einzelne lichtempfindliche Zelle angebracht, welche durch die Drehung der Sonde eine Zeile abtastet. Da die Sonde sich selbst ebenfalls bewegt, können so komplette Bilder abgetastet werden. Vom Funktionsprinzip ist diese Art der Bildabtastung also durchaus mit der Nipkow-Scheibe vergleichbar. Der Virtual Boy von Nintendo verwendete lediglich eine Bildzeile, zusammengesetzt aus 240 LEDs; durch einen rotierenden Spiegel entsteht der Eindruck eines kompletten Bildes. Als Vorläufer moderner Werbetafeln kann ein von Peter Schmalenbach entwickeltes Gerät gelten. Vier rotierende Leuchtdiodenleisten mit jeweils 232 Leuchtdioden schreiben alle 625 Zeilen der heutigen Fernsehnorm in die Luft. Dadurch entsteht ein vollständiges Fernsehbild. Die Maschine zeigt also z. B. das eingespeiste laufende Fernsehprogramm oder Videos auf einer virtuellen Bildtrommel. Knapp 122.000 Bildpunkte bewirken eine bemerkenswerte Auflösung.

### Fortsetzung als „elektrisches Fernsehen“

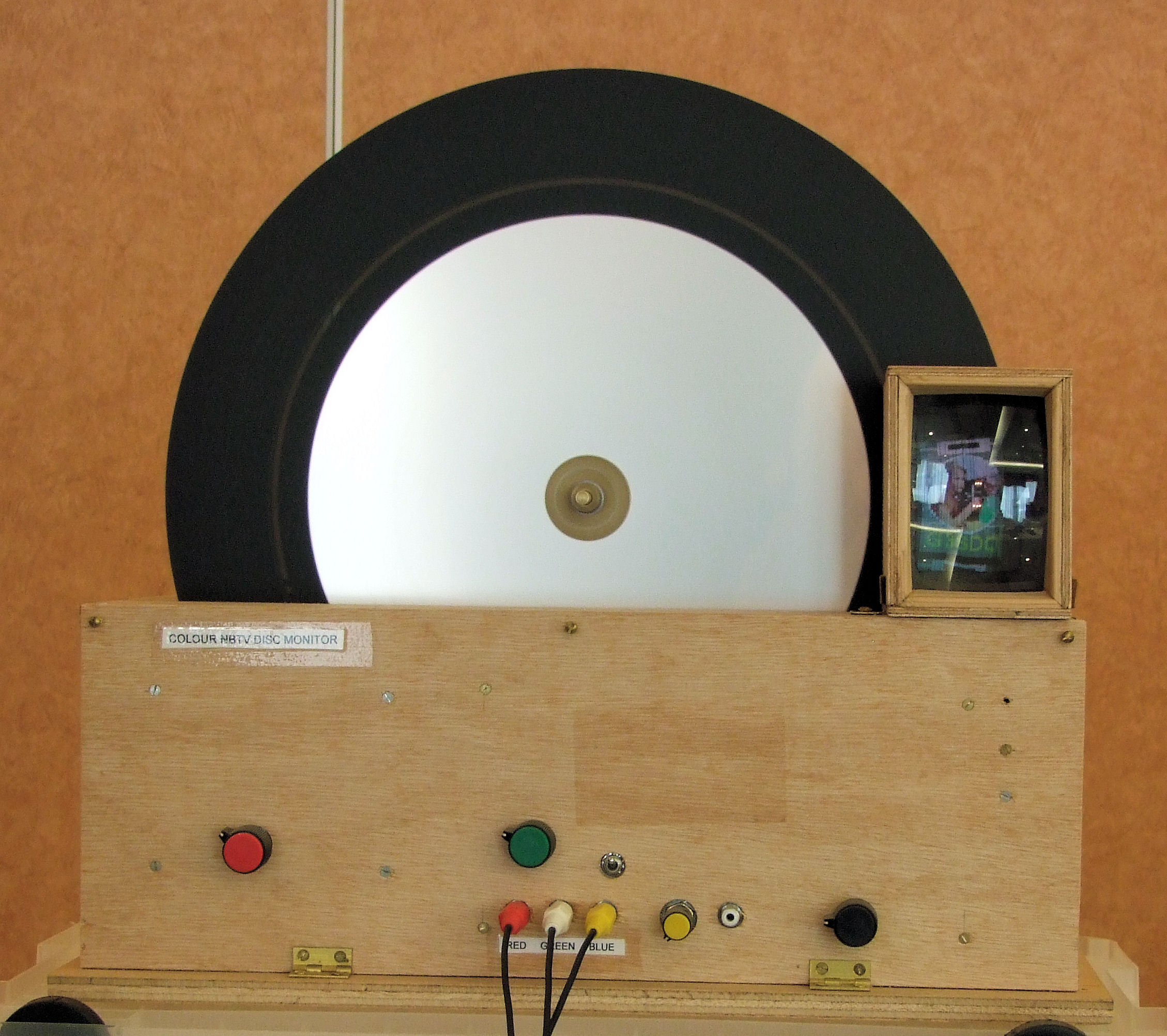
Experimenteller Eigenbau eines Farb-Televisor mit Nipkow-Scheibe. Hier entsteht das Fernsehbild hinter der Lupe auf der rechten Seite.

Projekte des Amateurfernsehens wie NBTV.org, eine aus heutiger Sicht die extrem schmalbandige Variante (englisch Narrow Bandwidth Television) des Fernsehens mit einer Bandbreite von 2,5 kHz, beschäftigten sich in der Gegenwart mit den Erfindungen beispielsweise Bairds, fertigen Repliken ebenso wie völlige Neukonstruktionen mit Nipkow-Bildzerlegungsscheiben. Dies führt dabei sogar, aufgrund der erheblichen Verbesserung und Miniaturisierung von Bauelementen seit den Zeiten Nipkows und Bairds, immer wieder zu erstaunlichen Erfolgen. Auch Farbbildübertragungen, an denen bereits J. L. Baird experimentierte, sind möglich.
In Großbritannien wird seit vielen Jahren ein Bausatz für einen Televisor nach historischem Vorbild verkauft.